# Chintila
Chintila dei Visigoti (Chintila anche in spagnolo, in catalano e in portoghese; ... – Toledo, maggio 640) è stato Re dei Visigoti dal 636 al 640.

## Origine
Il Diccionario biográfico español, Real Academia de la Historia, sostiene che Chintila era discendente di una nobile e potente famiglia visigota.

Secondo Henri Leclercq, nel suo L'Espagne chrétienne, Chintila era fratello del suo predecessore, Sisenando.

L'Europa nel 626; il regno dei Visigoti, durante il regno di Chintila, occupava la quasi totalità della penisola iberica e la Gotia, nella Gallia sud-occidentale

## Biografia
Il re dei Visigoti, Sisenando, morì a Toledo, nel marzo del 636, pochi mesi prima del vescovo Isidoro di Siviglia.

Il Chronica Regum Visigotthorum cita Sisenando, confermando che fu re per quattro anni dieci mesi e sedici giorni (Sisenandus regnavit annos IV menses X dies XVI); mentre il Chronicon Albeldense conferma che Sisenando regnò quattro anni, promulgò il sinodo vescovile, che promulgò le regole per i cattolici ortodossi e morì a Toledo.
Chintila, dopo la morte di Sisenando fu eletto re dei Visigoti dalla nobiltà e dai vescovi, secondo il canone n° 75 del IV Concilio di Toledo.
Essendo stata un'elezione con qualche difficoltà, Chintila, per avere l'appoggio del clero, convocò, in quello stesso anno, nel mese di giugno, nella capitale del regno, Toledo, il V Concilio di Toledo, a cui parteciparono 22 vescovi più due rappresentanti di vescovi delle province ecclesiastiche di Toledo, Tarragona, Narbona e Merida, mentre non erano presenti i vescovi delle province ecclesiastiche di Siviglia e di Braga.

I canoni del concilio si riferirono soprattutto alla persona del re e alle sue prerogative, dando prova evidente del malessere creato dall'ambizione della nobiltà.
Infatti dopo l'elezione di Chintila continuò il periodo di insicurezza e di instabilità, incluse le ribellioni in Settimania e Gallaecia, che si era venuto a creare dopo la deposizione di Suintila. Situazione che portò, nei tre anni di regno di Chintila, i vescovi del regno ad assumere praticamente la direzione del governo, che li portò a legiferare sempre a favore dei propri interessi. 
Nel mese di giugno del 638 convocò il VI concilio di Toledo, in cui fu confermato ciò che era stato stabilito nel V, che il re doveva appartenere alla nobiltà e giammai avrebbe dovuto essere un chierico, un membro della classe servile o uno straniero. Furono anche stabilite le pene per le congiure contro la corona; si stabilì inoltre che le proprietà acquisite, con giustizia e nella legalità, da un re non potevano essere confiscate dal suo successore. Infine fu promulgata una legge che vietava a tutti coloro che non erano stati battezzati nel rito cattolico di risiedere entro i confini del regno (con la clausola che i futuri re dovevano giurare di mantenere questa clausola); ciò portò alla conversione forzata o all'esilio molti ebrei.
Chintila morì nel mese di maggio del 640 di morte naturale.

Il Chronica Regum Visigotthorum cita Chintila, confermando che fu re per tre anni nove mesi e nove giorni (Chintila regnavit annos III menses IX dies IX); il Laterculus regum Visigothorum cita Chintila, confermando che fu re per tre anni e sette mesi (III a. VII m.); mentre il Chronicon Albeldense conferma che Chintila regnò tre anni, promulgò più di un sinodo vescovile e morì a Toledo.
Nonostante il canone 75 del IV Concilio di Toledo gli succedette il figlio Tulga, che osservò la formalità dell'elezione.

La successione di Tulga a Chintila viene confermata anche dal Chronicarum Fredegarii libri IV, dove Tulga viene definito un giovinetto (sub tenera aetate) e dal Herimanni Augiensis chronicon, che lo riporta nell'anno 641.

## Matrimonio e discendenza
Chintila ebbe una moglie di cui non si conoscono né gli ascendenti né il nome
Chintila dalla moglie ebbe un figlio:
- Tulga re dei Visigoti[16].

### Fonti primarie
- (LA)  Chronica Regum Visigotthorum, España Sagrada Tomo II.
- (LA)  Anastasii abbatis opera omnia.
- (LA)  Monumenta Germaniae Historica, Auctorum antiquissimorum, tomus XIII, Laterculus regum Visigothorum.
- (LA)  Monumenta Germaniae Historica, Scriptores rerum Langobardicarum et Italicarum (SS rer. Lang.).
- (LA)  Monumenta Germaniae Historica, Scriptores (in Folio) (SS), tomus 5, Herimanni Augiensis Chronicon.

### Letteratura storiografica
- Rafael Altamira, La Spagna sotto i Visigoti, in Storia del mondo medievale, vol. I, Garzanti, 1999,  pp. 743-779.
- (FR)  #ES L'Espagne chrétienne